# شیراک پاپانیان
شیراک تساروکی پاپانیان (ارمنی: Շիրակ Ծառուկի Պապանյան؛  زادهٔ ۱۹۱۶ - درگذشته تاریخ نامعلوم) کارشناس علوم پرورشی اهل ارمنستان بود.

## زندگی‌نامه
وی در ۱۹۱۶ در آخوریک به دنیا آمد و از دانشگاه دولتی علوم پرورشی خاچاطور آبوویان ارمنستان فارغ‌التحصیل گشت.  همچنین برندهٔ جوایزی همچون آموزگار شایسته ارمنستان شوروی (۱۹۶۵) و نشان شایستگی نبرد شده است. سال درگذشت نامعلوم است

## یادداشت
1. ↑  Ղարաքիլիսա Թուրքի